# IMEC
El Centre Interuniversitari de Microelectrònica (amb acrònim anglès imec) és una organització internacional de recerca i desenvolupament, activa en els camps de la nanoelectrònica i les tecnologies digitals, amb seu a Bèlgica. Luc Van den hove és president i conseller delegat des de 2009.
El setembre de 2016, imec es va fusionar amb el centre de recerca digital flamenc, iMinds.
L'Imec dona feina a uns 4.000 investigadors de més de 90 països; compta amb nombroses instal·lacions dedicades a la investigació i el desenvolupament a tot el món, incloent 12.000 metres quadrats de capacitat de sala blanca per al processament de semiconductors. La seu de l'imec es troba a Lovaina.
El 1982, el govern flamenc va establir un programa per enfortir la indústria de la microelectrònica a Flandes. Aquest programa incloïa la creació d'un laboratori de recerca avançada en microelectrònica (imec), una foneria de semiconductors (antiga Alcatel Microelectronics, ara STMicroelectronics i AMI Semiconductor,) i un programa de formació per a enginyers de disseny de VLSI. Aquest últim ja està plenament integrat a les activitats de l'imec.
Imec va ser fundada l'any 1984 com una organització sense ànim de lucre dirigida pel Prof. Roger Baron Van Overstraeten. El nom imec és un acrònim del nom complet original: Interuniversitair Micro-Electronica Centrum VZW. Està supervisat per un Consell d'Administració, que inclou delegats de la indústria, les universitats flamenques i el govern flamenc. Des de 1984, imec ha estat dirigit per Roger Van Overstraeten, Gilbert Declerck (a juny de 1999) i Luc Van den Hove (a juliol de 2009).
El febrer de 2016, es va anunciar que imec es fusionaria amb el centre de recerca digital flamenc, iMinds. La fusió es va finalitzar el 21 de setembre de 2016.
El desembre de 2022, imec va signar un acord de cooperació amb la nova empresa japonesa Rapidus per a la producció de xips de semiconductors de procés de 2 nm.